# MarketWatch
MarketWatch es un sitio web que proporciona información financiera, noticias comerciales, análisis y datos del mercado de valores. Junto con The Wall Street Journal y Barron's, es una subsidiaria de Dow Jones & Company, propiedad de News Corp. Su editor desde 2014 es Jeremy Olshan.

## Historia
La empresa fue concebida como DBC Online por Data Broadcasting Corp. en el otoño de 1995.
El nombre de dominio de Internet marketwatch.com se registró el 30 de julio de 1997.
El sitio web se lanzó el 30 de octubre de 1997 como una empresa conjunta 50/50 entre DBC y CBS News dirigida por Larry Kramer y con Thom Calandra como editor en jefe.
En 1999, la empresa contrató a David Callaway y en 2003, Callaway se convirtió en editor en jefe.
En enero de 1999, durante la burbuja puntocom, la empresa se convirtió en una empresa de capital abierto mediante una oferta pública de venta. Después de fijar un precio de $ 17 por acción, la acción se negoció hasta $ 130 por acción en su primer día de negociación, lo que le dio una capitalización de mercado de más de $ 1 mil millones a pesar de solo $ 7 millones en ingresos anuales.
En junio de 2000, la empresa formó una empresa conjunta con el Financial Times, con Peter Bale como editor en jefe.
En enero de 2004, Calandra renunció en medio de acusaciones de uso de información privilegiada.
En enero de 2005, Dow Jones & Company adquirió la compañía por $ 528 millones, o $ 18 por acción.